# Tobias Plieninger
Tobias Plieninger (* 1971) ist ein deutscher Landnutzungswissenschaftler und Professor für Sozial-ökologische Interaktionen in Agrarsystemen.

## Leben
Plieninger studierte von 1992 bis 1999 Forstwissenschaft an der Universität Freiburg und der Universität Göttingen. Er wurde 2004 an der Universität Freiburg an der Fakultät für Forst- und Umweltwissenschaften zum Dr. rer. nat. promoviert. Von 2004 bis 2013 war er wissenschaftlicher Mitarbeiter der Berlin-Brandenburgischen Akademie der Wissenschaften und war dort u. a. Leiter einer Nachwuchsforschungsgruppe im Bereich der sozial-ökologischen Forschung. Er habilitierte sich im Jahr 2012 im Fach Landschaftsökologie an der Humboldt-Universität zu Berlin. Von 2013 bis 2017 war er Associate Professor am Department of Geosciences and Natural Resource Management der Universität Kopenhagen. Seit 2017 ist er Inhaber des Lehrstuhls für sozial-ökologische Interaktionen in Agrarsystemen an der Universität Kassel und der Universität Göttingen.
Seine Forschungsschwerpunkte sind Landschaftsveränderungen, Ökosystemleistungen, multifunktionale Landnutzung, sozial-ökologische Systeme und ländliche Entwicklung.
Plieninger ist Associate Editor der Fachzeitschriften Landscape and Urban Planning und People and Nature sowie Mitglied des Editorial Board von Sustainability Science. 2019 und 2020 wurde er als Highly Cited Researcher ausgezeichnet.

## Veröffentlichungen (Auswahl)
- T. Plieninger, H. Áargarð av Rana, N. Fagerholm, G. Fossaberg Ellingsgaard, E. Magnussen, C.M. Raymond, A. Stahl Olafsson, L. Verbrugge: Identifying and assessing the potential for conflict between landscape values and development preferences on the Faroe Islands. In: Global Environmental Change. Band 52, 2018, S. 162–180.
- T. Plieninger, R. Kohsaka, C. Bieling, S. Hashimoto, C. Kamiyama, T. Kizos, M. Penker, P. Kieninger, B. J. Shaw, G. B. Sioen, Y. Yoshida, O. Saito: Fostering biocultural diversity in landscapes through place-based food networks: A “solution scan” of European and Japanese models. In: Sustainability Science. Band 13, 2018, S. 219–233.
- M. Torralba, N. Fagerholm, T. Hartel, G. Moreno, T. Plieninger: A social-ecological analysis of ecosystem services supply and trade-offs in European wood-pastures. In: Science Advances. 4, 2018, eaar2176.
- C. Bieling, T. Plieninger (Hrsg.): The Science and Practice of Landscape Stewardship. Cambridge University Press, Cambridge 2017.
- T. Plieninger, H. Draux, N. Fagerholm, C. Bieling, M. Bürgi, T. Kizos, T. Kuemmerle, J. Primdahl, P. H. Verburg: The driving forces of landscape change in Europe: A systematic review of the evidence. In: Land Use Policy. Band 57, 2016, S. 204–214.
- T. Plieninger, T. Hartel, B. Martin-Lopez, G. Beaufoy, E. Bergmeier, K. Kirby, M. J. Montero, G. Moreno, E. Oteros-Rozas, J. Van Uytvanck: Wood-pastures of Europe: Geographic coverage, social-ecological values, conservation management, and policy implications. In: Biological Conservation. Band 190, 2015, S. 70–79.
- T. Plieninger, S. Dijks, E. Oteros-Rozas, C. Bieling: Assessing, mapping and quantifying cultural ecosystem services at community level. In: Land Use Policy. Band 33, 2013, S. 118–129.